# Gildoria elongata
Gildoria elongata är en stekelart som beskrevs av Van Achterberg 2003. Gildoria elongata ingår i släktet Gildoria och familjen bracksteklar. Inga underarter finns listade i Catalogue of Life.